# Véronique Delamarre Bellégo
 (juin 2024).
Pour les articles homonymes, voir Delamarre et Bellégo.
Œuvres principales
- "Le secret de grand-oncle Arthur" (2008)
- "SOS Ange Gardien" (2010)
- "Banzaï Sakura" (2014)
- "Les terres interdites" (2021)
- "Tonnerre de Mammouth" T2 (2024)

Compléments
Ambassadrice de l’association Enfants du Mékong
Véronique Delamarre Bellégo, née en 1964 à Dreux, est une autrice française de littérature jeunesse. Ses romans s'adressent à un public de jeunes lecteurs et d'adolescents, et explorent des genres variés : aventure, récit initiatique, humour, biographie, fantaisie, merveilleux, dystopie, policier. Ils sont publiés chez Actes Sud jeunesse, Sarbacane, Nathan, Auzou, Slalom et Oskar. Elle co-écrit également des ouvrages avec Pascale Perrier, sous le pseudonyme commun de Fanny Gordon.

## Biographie

### Enfance et formation
Véronique Delamarre Bellégo naît le 26 août 1964 à Dreux en France et grandit à Épernon, près de Chartres[réf. nécessaire].
Diplômée de l’école HEC, elle entame une carrière de plusieurs années dans le marketing, puis part voyager en Asie et vivre au Japon et à Singapour, avant de revenir vivre en France,.

### Carrière littéraire
Véronique Delamarre Bellégo écrit depuis l'âge de 38 ans. Sa carrière littéraire commence après son retour en France en 2006 avec la publication de Lise, ma chérie, en 2007 chez Oskar.
Elle est lauréate à trois reprises du prix des Incorruptibles, pour ses romans Le Secret de grand-oncle Arthur en 2010, SOS Ange-gardien en 2012, qui raconte l'histoire d'un collégien mal dans sa peau rencontrant son ange gardien sous les traits d'une jeune fille pleine d'humour, et Banzaï Sakura en 2016, dans lequel elle parle de ses années au Japon et de la culture japonaise. Banzaï Sakura devient une série avec Banzaï au pays des mangas, et Banzaï Kawaï. Dans Banzaï au pays des mangas, Sakura, Jo et Fabio, finalistes d’un concours manga, sont invités à passer une semaine à Tokyo.
Depuis 2017, elle a co-écrit plusieurs ouvrages avec Pascale Perrier, dont la série Tonnerre de mammouth ainsi qu'un roman pour adolescents, Les Terres interdites. Certains ont été publiés sous le pseudonyme commun de Fanny Gordon. Leur roman Super Globo remporte le prix Sciences pour tous.
Elle a publié certains ouvrages sous le nom de Véronique Delamarre, son nom marital, et d'autres sous le nom de Véronique Delamarre Bellégo, Bellégo étant son nom de naissance.
Elle anime des ateliers d’écriture. Elle rencontre également ses lecteurs lors de salons du livre et d'événements organisés par des bibliothèques, ainsi que des centaines de classes à travers toute la France,.
Elle est membre de la Société des gens de lettres (SGDL), de la Charte des auteurs et illustrateurs jeunesse et de la Ligue des auteurs professionnels.
Enfin, le métier d'écrivain ne lui permettant pas de gagner sa vie, elle est aussi formatrice pour adultes.

## Œuvres publiées

### Romans illustrés
- Véronique Delamarre et Pascale Perrier (ill. Bastien Quignon), Tonnerre de mammouth, Éditions Sarbacane, coll. « Pépix », 2023 (ISBN 979-10-408-0350-8).
- Véronique Delamarre et Pascale Perrier (ill. Bastien Quignon), Zinzins, les humains !, Éditions Sarbacane, coll. « Tonnerre de mammouth », 2024 (ISBN 979-1040804826).
- Véronique Delamarre, Pascale Perrier et Joëlle Passeron, Super Globo, Éditions Sarbacane, coll. « Pépix », 2022 (ISBN 978-2-37731-722-6).

### Romans jeunesse
- Lise, ma chérie, Oskar, 2007.
- Le Secret de Grand-oncle Arthur, Oskar, 2008.
- Le Mystère de la princesse russe, Oskar, 2008.
- Louis et le Jardin des secrets, Oskar, 2009.
- SOS ange gardien, Oskar, 2010.
- Vent d’aventures, Oskar, 2010.
- La Guerre des crottes, Oskar, 2012.
- Tonnerre de sorcière !, Oskar, 2012.
- Camille est adoptée, Oskar, 2013.
- Banzaï Sakura, Oskar, 2014.
- D’étranges nuits d’été, Oskar, 2014.
- Les Larmes de la maîtresse, Oskar, 2016.
- Les Papés de Marseille (Peur bleue à Marseille), Oskar, 2017.
- Banzaï au pays des mangas, Oskar, 2018.
- Le Bureau des fantômes, Black Moor (co-écrit avec Pascale Perrier sous le pseudonyme commun de Fanny Gordon), Éditions du Rocher, 2019.
- Magic Faïnn, aventures à New York (co-écrit avec Pascale Perrier sous le pseudonyme commun de Fanny Gordon), Slalom, 2020.
- La Fée de lumière, Oskar, 2021.
- Banzaï Kawaii, Oskar, 2023.
- Club cookies (co-écrit avec Pascale Perrier), t. 1, Auzou, 2024.
- Princesses pour la vie (co-écrit avec Pascale Perrier), t. 1, Auzou, 2024.

### Romans jeunesse (séries)
- Les sentinelles de la Terre, Oskar, 2011
  - Pour l’amour d’une baleine en danger
  - À la recherche des éléphants perdus
- L’île des Légendis, Oskar, 2021, co-écrite avec Pascale Perrier sous le pseudonyme commun de Fanny Gordon
  - Mission dragons
  - Mission yétis
  - Mission sirènes
  - Mission licornes
- L’Académie des génies, Auzou, co-écrite avec Pascale Perrier
  - t. 1, Mission à Paris, 2022
  - t. 2, Alerte enlèvement, 2023
  - t. 3, Prisonnier en cavale, 2024
- Silence on tourne !, Nathan, 2022, co-écrite avec Pascale Perrier
  - t. 1, Tournage maudit à Venise, 2022
  - t. 2, Wifi Superstar, 2022
  - t. 3, Croire en ses rêves, 2023
- Mytho, Slalom, co-écrite avec Pascale Perrier sous le pseudonyme commun de Fanny Gordon
  - Mytho: Artémis, sort ses griffes, 2020
  - Mytho: Poséidon fait des vagues, 2019
  - Mytho: Héra, ballon d’or de l’Olympe, 2020
  - Mytho: Aphrodite incognito, 2018

- Rue des tempêtes, Slalom, co-écrite avec Pascale Perrier sous le pseudonyme commun de Fanny Gordon
  - t. 1, Menace sous la ville, 2018
  - t. 2, Cœur de pirate, 2019

### Romans pour adolescents
- Les Terres interdites, Actes Sud junior, 2021, co-écrit avec Pascale Perrier
- Le Lycée des secrets, Auzou, 2021, co-écrit avec Pascale Perrier

### Biographie romancée
- L’abbé Pierre : « Mes amis, au secours... », Oskar, 2012
- Mère Teresa : « Aimer jusqu’à en avoir mal », Oskar, 2013

## Prix et distinctions
- Prix des Incorruptibles CE2/CM1 2010 pour Le Secret de grand-oncle Arthur[4].
- Prix Chronos 2011 pour Louis et le Jardin des secrets[14].
- Prix des Incorruptibles CM2/6e 2012 pour SOS ange gardien[4].
- Prix Jacques Asklund 2015 pour Banzaï Sakura[15].
- Prix des Incorruptibles CM2/6e 2016 pour Banzaï Sakura[4],[6].
- Prix des Dévoreurs de livres 2023 pour Super Globo[16].
- Prix Sciences pour tous 2024 pour Super Globo[17].